# Chiocciola
Chiocciola è un termine di uso comune che può riferirsi a varie specie di molluschi gasteropodi appartenenti all'ordine Stylommatophora, tutte caratterizzate dalla presenza di una conchiglia. Il termine viene talora impropriamente considerato come sinonimo di lumaca, termine che andrebbe utilizzato solo per i gasteropodi sprovvisti di conchiglia.

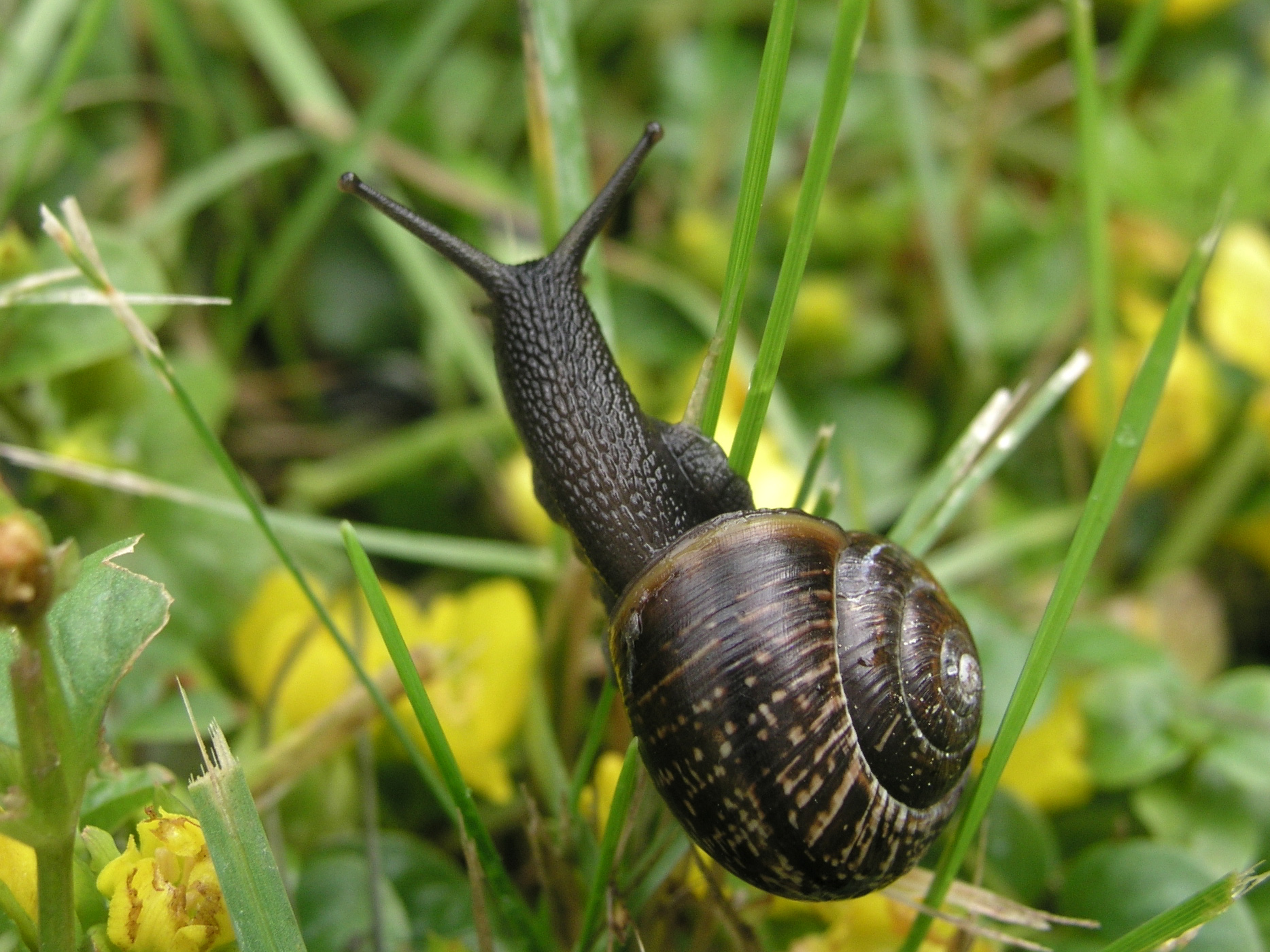
Arianta arbustorum

La specie mediterranea più comune è Cornu aspersum. 
Un primato per questi gasteropodi è detenuto da Achatina achatina, una specie molto grande che raggiunge i 20 cm di lunghezza.

## Descrizione

1.conchiglia 2.fegato 3.polmone 4.ano 5.poro respiratorio 6.occhio 7.appendice cefalica 8.ganglio cerebrale 9.dotto salivare 10.bocca 11.gozzo 12.ghiandola salivare 13.poro genitale 14.pene 15.vagina 16.ghiandola mucosa 17.ovidotto 18.stiloforo 19.piede 20.stomaco 21.rene 22.mantello 23.cuore 24.vaso deferente

La conchiglia delle chiocciole oltre a proteggere le stesse, riduce anche la perdita di acqua che avviene attraverso l'evaporazione. La conchiglia si forma con una sostanza detta conchiolina che l'animale stesso produce.  La parte del corpo che striscia sul terreno e permette i movimenti e le ritirate grazie ad un forte muscolo, si chiama piede. Sul capo ha quattro appendici retrattili, dette comunemente "antenne" o "corna": due di esse portano gli occhi e due sono organi di senso tattili. L'apparato buccale contiene un organo detto radula munito di tanti denti microscopici con cui l'animale grattugia il cibo prima di ingoiarlo. Nella lingua ci sono delle fasce di accrescimento che diventano sempre più larghe verso l'esterno e formano la tipica spirale che si arrotola sempre in senso antiorario.

## Biologia

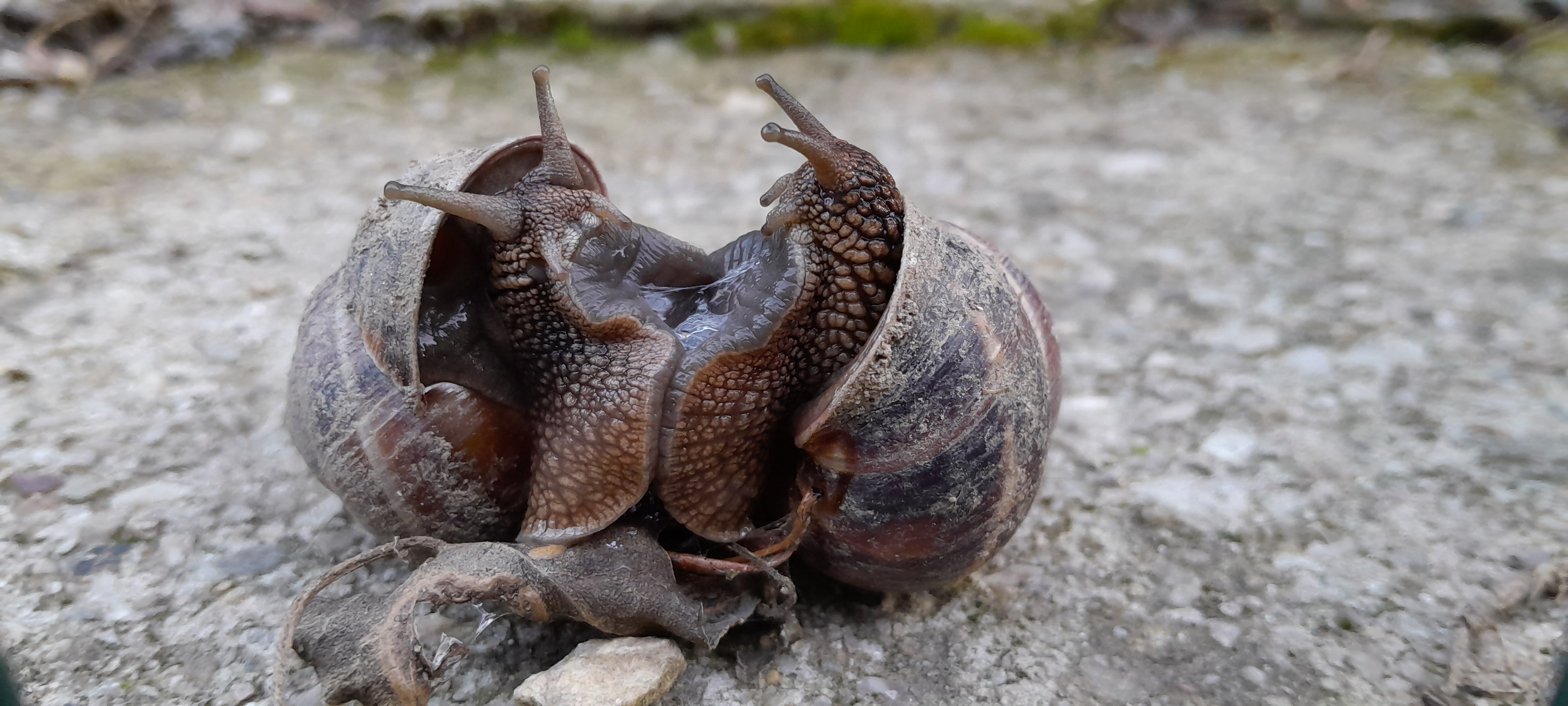
Due chiocciole nell'atto della riproduzione ermafrodita.

La chiocciola è un animale assai cauto e timido in quanto si ritira appena molestato. Quando vengono anche solo sfiorate le antenne, queste si ritraggono istantaneamente. Si trascina sul piede ed usa una bava argentea come lubrificante per evitare di ferirsi.
Le secrezioni della chiocciola servono anche a formare l'epifragma nel momento in cui l'animale si ritira nel suo guscio.
È molto nota la sua lentezza nei movimenti (record di velocità 0,0062 mph, corrispondenti a 0,0099 km/h o 16,5 cm/min).
Le chiocciole sono organismi ermafroditi insufficienti, ovvero possiedono sia l'apparato riproduttore maschile che quello femminile ma non sono in grado di autofecondarsi: per la riproduzione necessitano dell'intervento di un consimile. Quindi i due individui durante l'accoppiamento fecondano e rimangono fecondati contemporaneamente. Alcune chiocciole, per deporre le uova, scavano nella terra. Le uova deposte, bianche e numerose, sono molto più grandi dell'orifizio da cui escono, e sono grosse come il mais o i piselli. Inoltre, tra una deposizione e l'altra può trascorrere più di mezz'ora, motivo per cui la chiocciola rimane nello stesso luogo a deporre anche giornate intere.

## Alcune specie
Di seguito sono elencate alcune delle specie conosciute sotto questo epiteto.

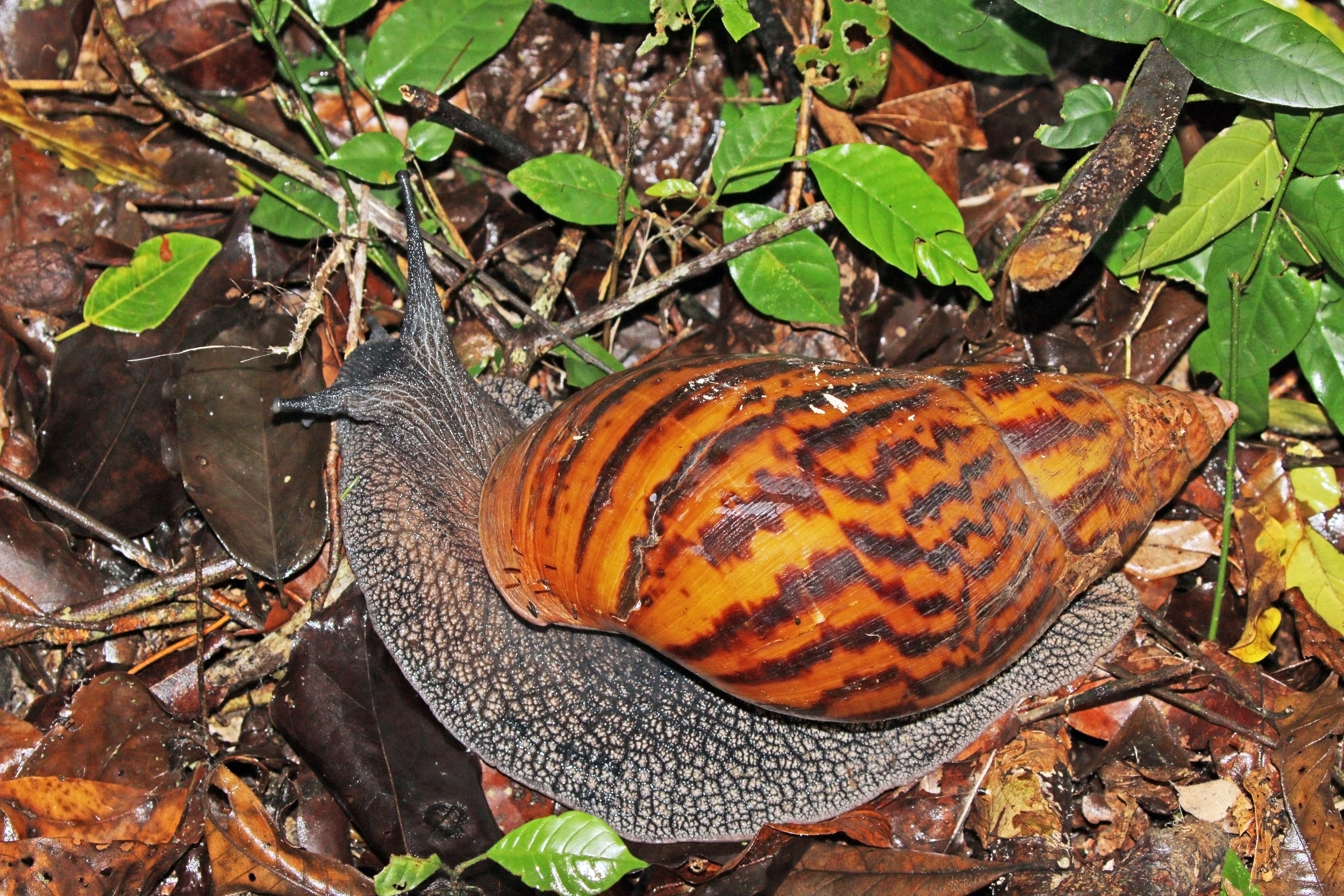
Achatina achatina

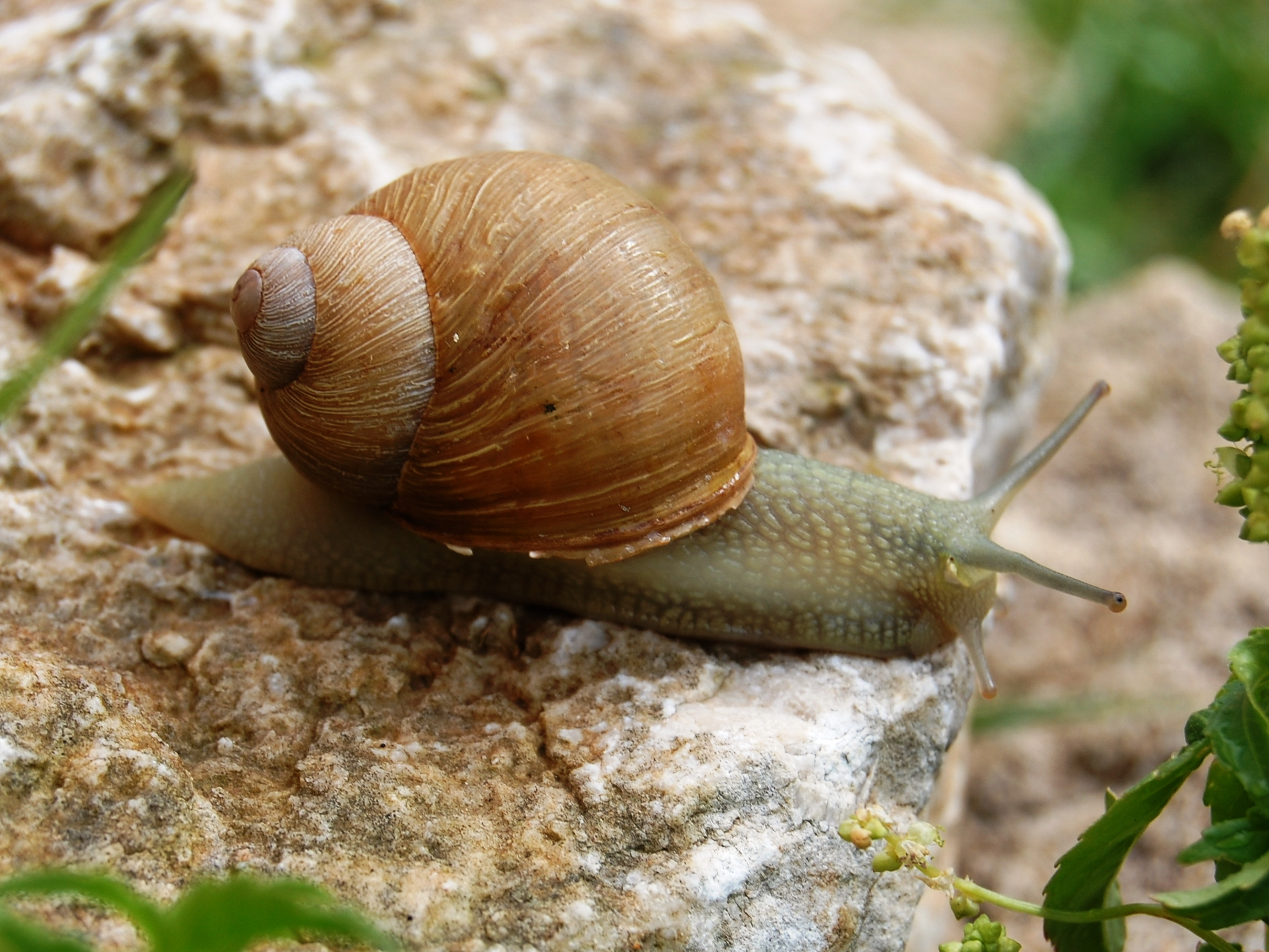
Erctella mazzullii

- Achatinidae (chiocciole giganti africane)
  - Achatina achatina
  - Lissachatina fulica

- Helicidae
  - Arianta arbustorum
  - Cantareus apertus
  - Cernuella virgata
  - Cepaea hortensis
  - Cepaea nemoralis
  - Cornu aspersum
  - Eobania vermiculata
  - Erctella mazzullii
  - Helix lucorum
  - Helix pomatia
  - Theba pisana

## Allevamento

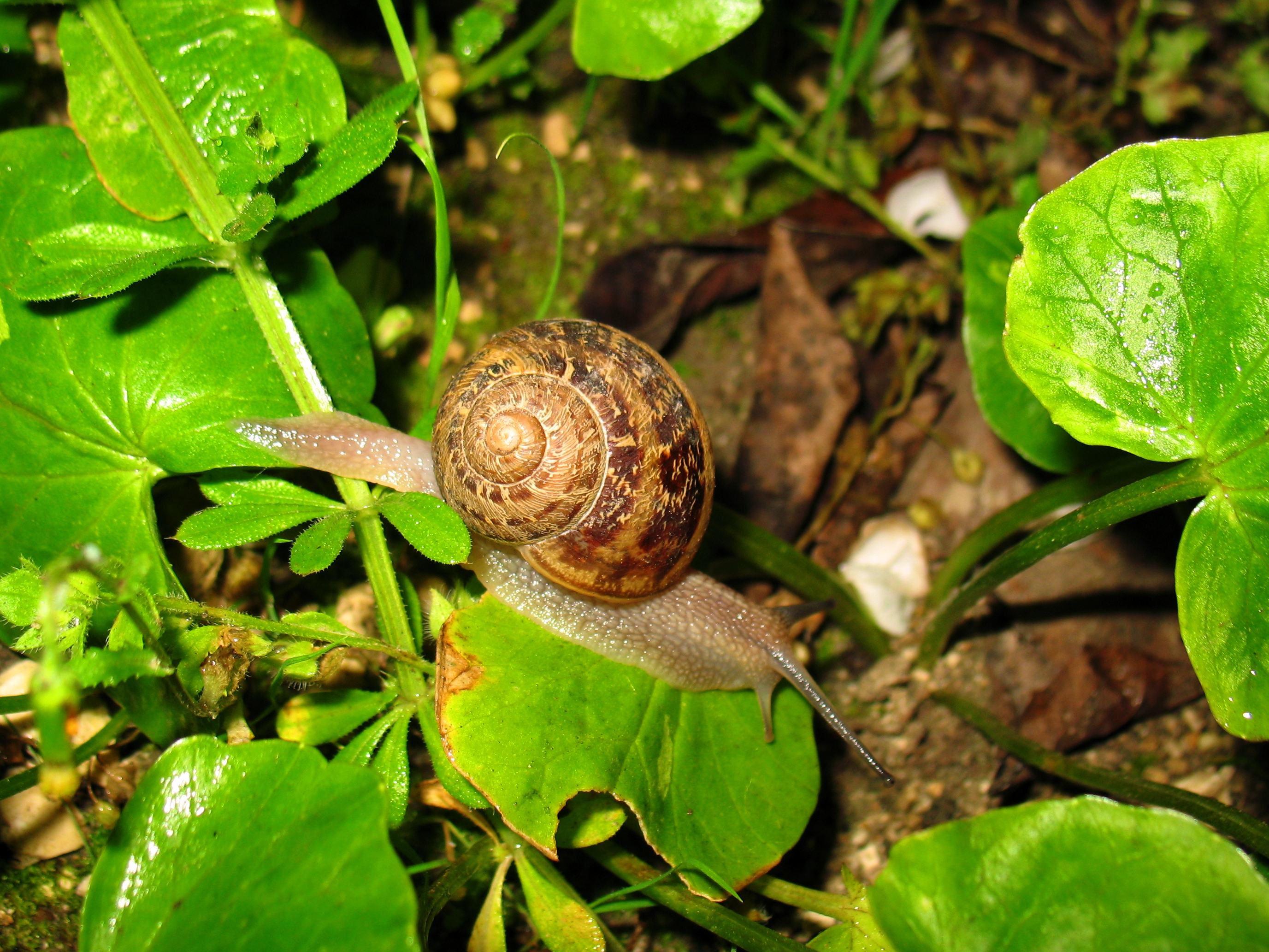
L'allevamento di Cornu aspersum è tra le forme di elicicoltura più diffuse.

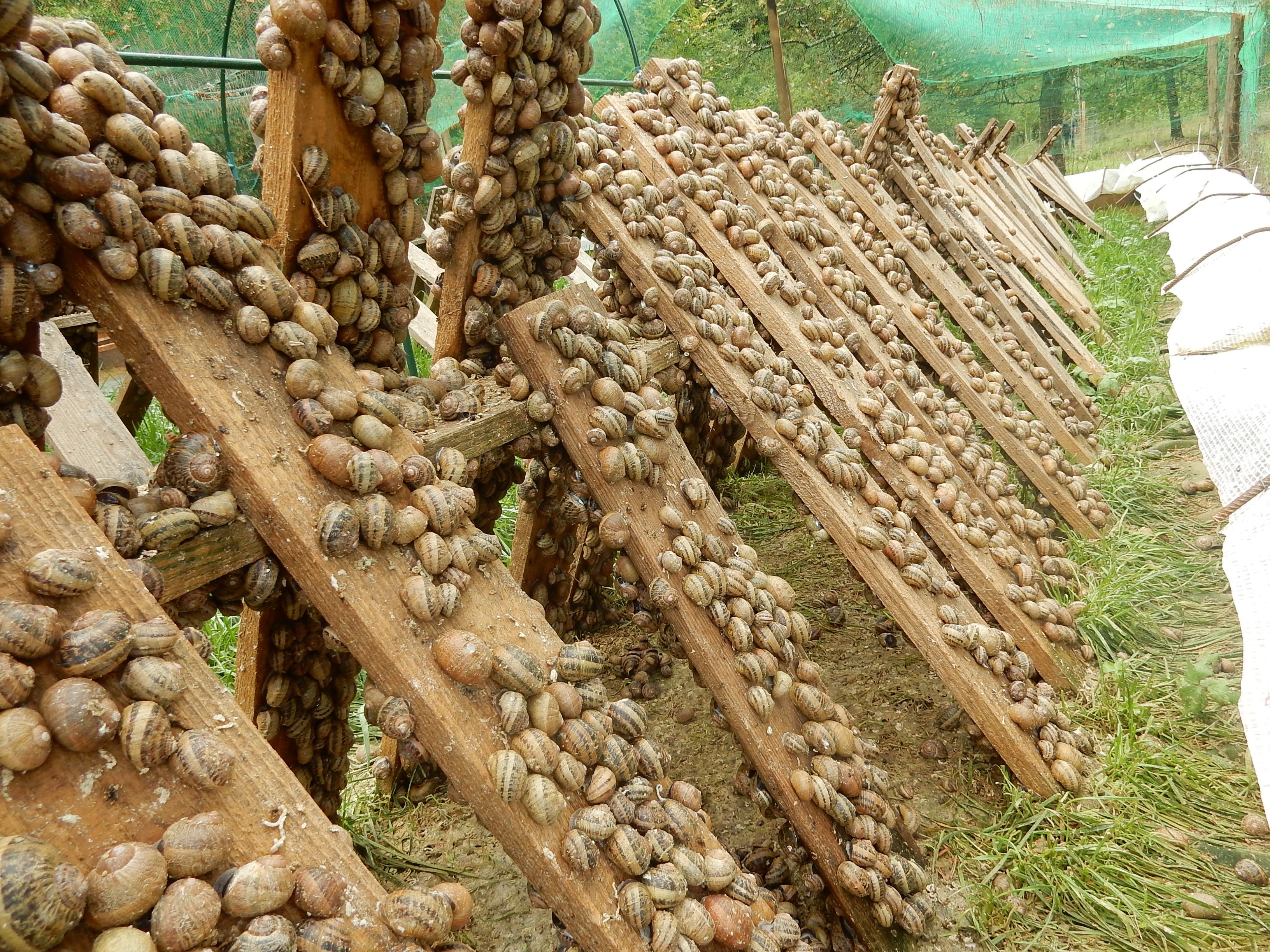
Allevamento di chiocciole con supporti in legno

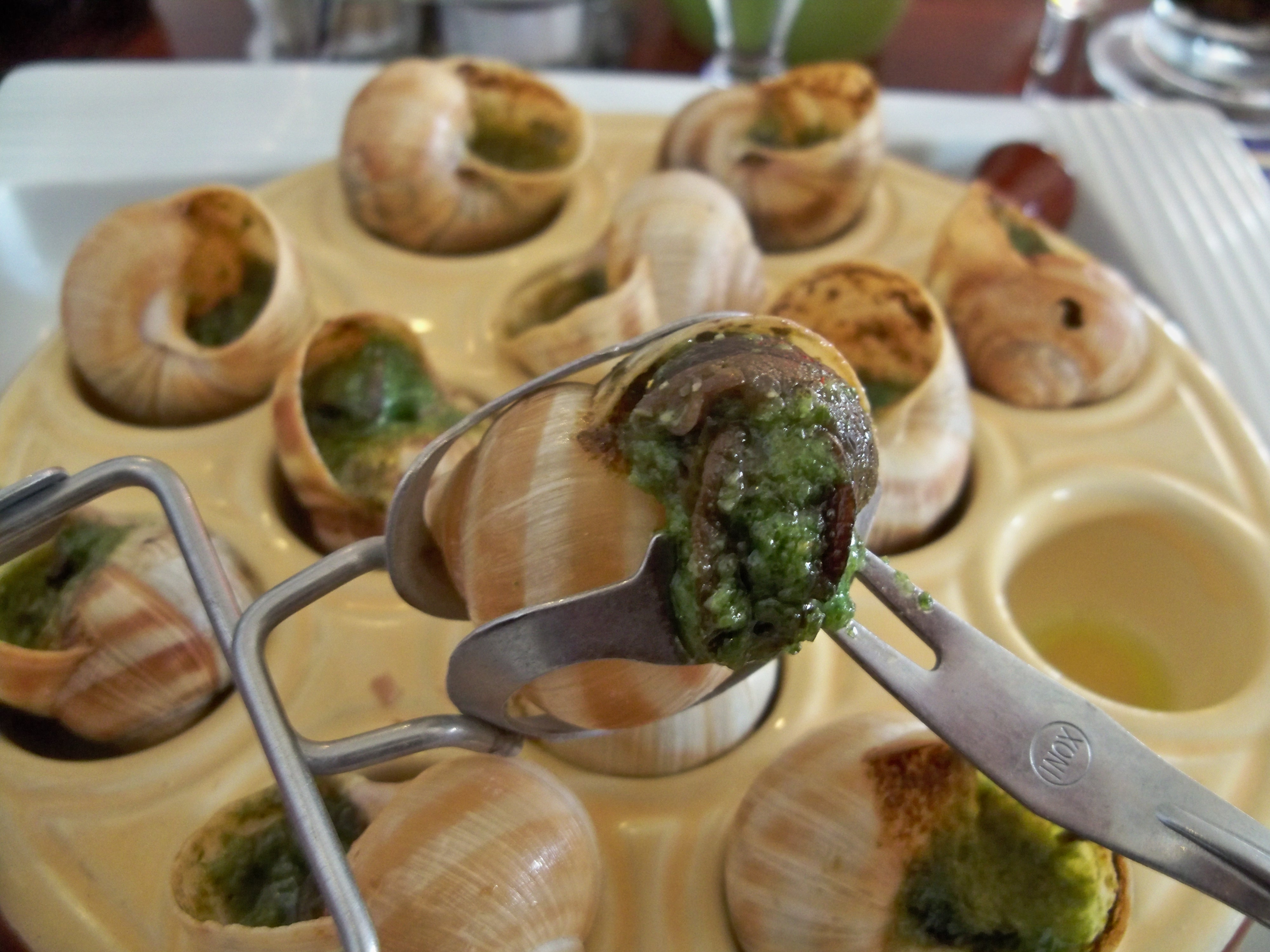
Escargots à la bourguignonne

Alcune specie allevate per uso alimentare sono:
- Helix pomatia o lumaca della Borgogna (40–55 mm, 25-45 g), diffusa in Europa centrale, è tradizionalmente preparata in guscio, al burro, con prezzemolo tritato e aglio.
- Cornu aspersum o Petit-Gris (28–35 mm, 7-15 g), comune nei paesi mediterranei e in Normandia, è cucinata con le ricette locali più diverse.
- Eobania vermiculata, cucinata soltanto nell'Italia centro-meridionale dove è conosciuta con il nome di rigatella, in Campania assume la tipica denominazione di maruzza o il rispettivo diminutivo maruzzella mentre in Calabria lambà.
- Theba pisana, (babbaluci in siciliano) è una piccola chiocciola cucinata in Sicilia bollita e condita con il pesto alla trapanese.

## Riferimenti nella cultura

Costruzione di una lumaca di Pascal, curva algebrica che ricorda la forma tipica del guscio di una chiocciola

- In araldica la chiocciola è simbolo di pazienza.[4]
- Una descrizione letteraria delle chiocciole, della loro utilità e della loro bellezza, è stata condotta nel Seicento da Daniello Bartoli nella sua nota opera La ricreatione del Savio.[senza fonte][5]
- In molti testi medievali sono ritratte chiocciole che combattono contro cavalieri. Non è chiaro il significato di tali rappresentazioni, che comunque sono ritenute allegoriche e probabilmente riferite ai Lombardi.[6]